# Jorge Luis Valderrama
Jorge Luis Valderrama (auch: Jorge Balderrama; * 12. Februar oder 12. Dezember 1906; † 1968) war ein bolivianischer Fußballspieler und -trainer.

## Karriere
Mit der Nationalmannschaft Boliviens nahm der Mittelfeldspieler als Spielertrainer am Campeonato Sudamericano 1926 teil. Valderrama wurde in drei Partien gegen Argentinien (0:5), Paraguay (1:6) und Uruguay (0:6) eingesetzt; im Spiel gegen Chile (1:7) stellte er sich nicht auf. Bei der Campeonato Sudamericano 1927 lief der Spielertrainer bei zwei weiteren Spielen gegen Argentinien (1:7) und Peru (2:3) für die Nationalmannschaft auf; wiederum stellte er sich in einem Spiel, bei der 0:9-Niederlage gegen Uruguay, nicht auf. Im Juli 1930 stand der Spieler von Oruro Royal bei der ersten Weltmeisterschaft in Uruguay im Kader der Nationalmannschaft. Valderrama kam unter Trainer Ulises Saucedo in beiden WM-Spielen gegen Jugoslawien (0:4) und Brasilien (0:4) zum Einsatz. Zwischen 1926 und 1930 wurde Valderrama in sieben der neun ersten Länderspiele der bolivianischen Nationalmannschaft eingesetzt.